# Russell Dlamini
Russell Mmiso Dlamini (n. 23 octombrie 1973) este un politician swazi. El ocupă funcția de prim-ministru al Eswatini începând cu 7 noiembrie 2023.

## Biografie
Russell Mmiso Dlamini s-a născut în Manzini, Eswatini (cunoscut anterior sub numele de Swaziland). Mama sa, Joanah (născută Vilakati), este funcționar public pensionar; a lucrat ca dactilografă la Administrația Centrală de Transport (CTA). Tatăl său, Stephen Sipho Dlamini (decedat), a lucrat la biroul regelui.
Dlamini a urmat grădinița în Siteki, înainte ca familia sa să se mute în Mbabane, unde a început școala la Mangwaneni Primary School.[3] A urmat clasele 1 și 2 la Mangwaneni, apoi s-a transferat la Mqolo Primary School, unde a urmat clasele Standard 1 până la Standard 5 (echivalentul claselor 3–7). A făcut parte din prima generație de elevi ai școlii Mqolo.
Dlamini a studiat la Masundvwini High School din clasa a 8-a până în clasa a 10-a (Form 1 – Form 3), apoi și-a finalizat studiile liceale la St. Marks High School, unde a urmat clasele a 11-a și a 12-a (Form 4 și Form 5).
După finalizarea liceului, Dlamini s-a înscris la Universitatea din Swaziland (în prezent Universitatea din Eswatini), unde a obținut o diplomă de licență în agricultură la campusul Luyengo. Ulterior, a urmat cursuri part-time la Universitatea din Africa de Sud (UNISA), unde a obținut o diplomă de onoare în administrația dezvoltării și un master în planificarea și managementul dezvoltării durabile. Dlamini a obținut și alte certificate, printre care unul în Monitorizare și Evaluare, Sisteme de Management al Performanței și Management de Proiect. În octombrie 2023, a finalizat un program de dezvoltare în management superior la Universitatea Stellenbosch.

## Carieră
Pe pagina sa de Facebook, Dlamini a postat o fotografie cu el însuși la primul său loc de muncă, lucrând ca angajat la o benzinărie – Rob’s Filling Station din Matsapha – în anul 1992. A povestit că a lucrat acolo imediat după ce a absolvit liceul, în perioada în care aștepta să-și înceapă studiile universitare.
După obținerea diplomei de licență, a lucrat timp de doi ani ca profesor la fosta sa școală, Masundvwini High School, înainte de a se alătura organizației World Vision Swaziland. Prin intermediul World Vision a lucrat în Zambia și a ocupat funcția de director al programelor integrate în Rwanda.
Dlamini a lucrat, de asemenea, ca consultant în management la Virtue Consulting în Republica Africa de Sud. În noiembrie 2015, a fost numit director executiv al Agenției Naționale pentru Managementul Dezastrelor.
Înainte de a fi numit prim-ministru, Dlamini a fost pastor principal la Nhlambeni Apostolic Faith Mission.

## Prim-ministru al Eswatini
Dlamini a devenit cunoscut după ce regele Mswati al III-lea l-a anunțat, pe 3 noiembrie 2023, drept noul prim-ministru în cadrul Sibaya (Parlamentul Poporului). Anunțul a venit după câteva zile de speculații cu privire la persoana pe care regele o va desemna ca prim-ministru. Deși Dlamini era directorul executiv al Agenției Naționale pentru Managementul Dezastrelor înainte de această numire, el era o figură relativ necunoscută în societatea swazir.
Dlamini a apărut pentru prima dată pe scena politică pe 26 octombrie 2023, în același cadru (Sibaya), unde a susținut o prezentare în calitate de unul dintre vorbitori în timpul consultărilor publice inițiate de rege.
Numirea lui Dlamini a urmat alegerilor generale din septembrie 2023. Constituția Eswatini prevede că toți membrii Cabinetului, inclusiv prim-ministrul, trebuie să fie membri ai parlamentului înainte de a putea fi numiți în guvern. Astfel, numirea sa de către rege a însemnat automat că Dlamini devenea și membru desemnat al parlamentului. El a fost, așadar, învestit ca membru al Camerei Adunării pe 6 noiembrie, iar în ziua următoare a fost depus jurământul ca prim-ministru în sediul guvernului. Mandatul prim-ministrului, împreună cu cel al parlamentului, este de cinci ani.